# Maxing-Tänze
 Maxing-Tänze ist ein Walzer von Johann Strauss (Sohn) (op. 79). Das Werk wurde am 6. Juli 1850 in der Maxingvilla in Hietzing (Wien) erstmals aufgeführt.

## Anmerkungen

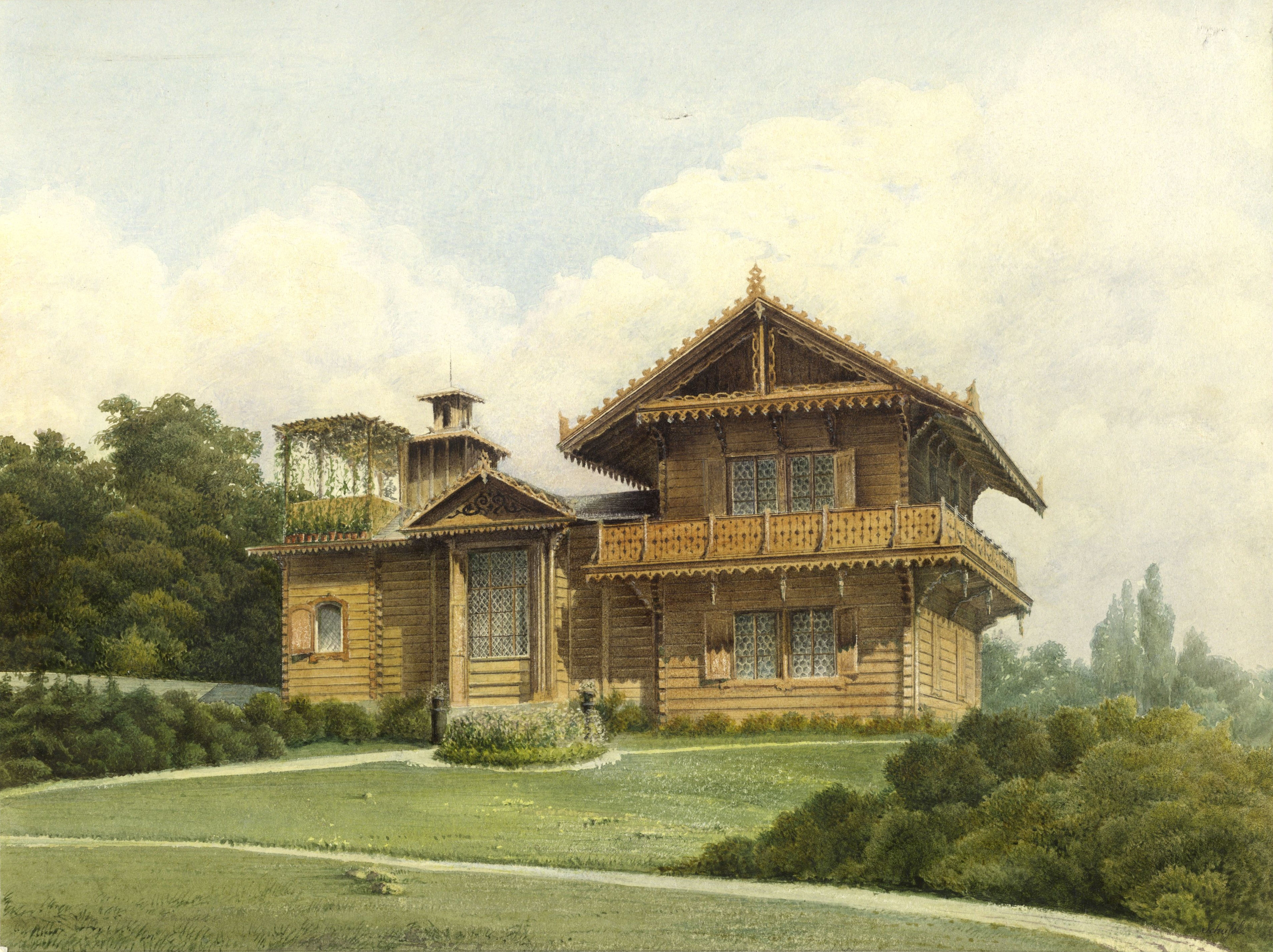
Villa Maxing. Aquarell von Anton Schüssl, 1854

## Einzelnachweis
1. ↑  Quelle: Englische Version des Booklets (Seite 62) in der 52 CDs umfassenden Gesamtausgabe der Orchesterwerke von Johann Strauß (Sohn), Hrsg. Naxos (Label). Das Werk ist als zweiter Titel auf der 22. CD zu hören.